# Hiperpovezava
Hiperpovezava (angleško hyperlink) ali nadpovezava je izraz v računalništvu in pomeni referenco na podatke, ki jim lahko neposredno sledimo preko grafike ali niza besed. Hiperpovezava kaže na nov spletni dokument (npr. spletno stran ali sliko) ali pa na specifični element znotraj spletne strani (ali dokumenta), v kateri se nahaja. 
V spletnih brskalnikih se hiperpovezava običajno prikaže različno od preostalega besedila, na primer z drugačno barvo ali pisavo. 